# Wagyu
Wagyū (和牛?) syftar på flera raser av nötkreatur som genetiskt har en tendens att ha en omfattande grad av marmorering i köttet, samt att bilda hög procenthalt av oljigt, omättat fett. 

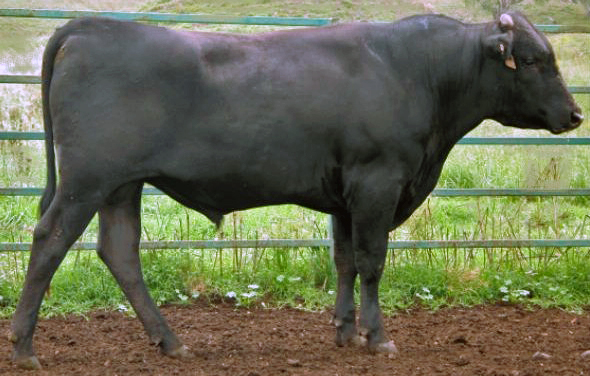
En wagyū-tjur.

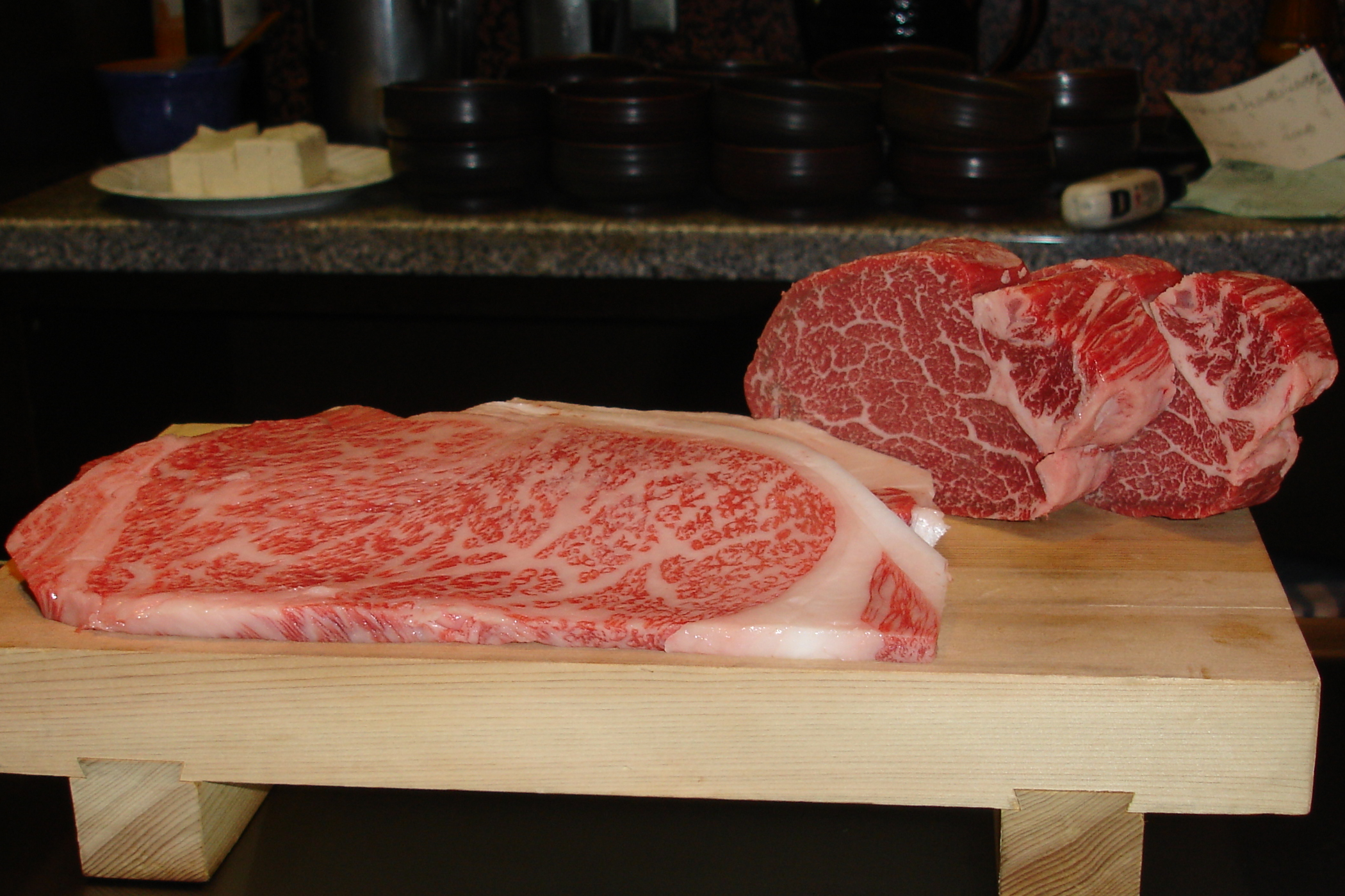
Wagyū-nötkött på en restaurang i Kobe.

De raser som används för produktion av wagyū-kött är Japanese Black - kuroge washu, Japanese Brown - akage washu, Japanese Polled - mukaku washu och Japanese Shorthorn - tankaku washu.
Kött från wagyū-nöt är känt för marmoreringsegenskaperna och kvaliteten, och har ett högt pris på marknaden. Från flera områden i Japan levereras nötköttet med områdesnamn. Exempel på detta är nötkött från Kobe, känt som Kobebiff, Mishima, Ōmi och Sanda. 
Wagyūs genetiska uppbyggnad ger ett kött som innehåller en högre procenthalt omega-3- och omega-6-fettsyror än vanligt nötkött. Den ökade graden av marmorering ökar också halten av enkelomättade fetter i förhållande till halten av mättade fetter.

## Kobebiff

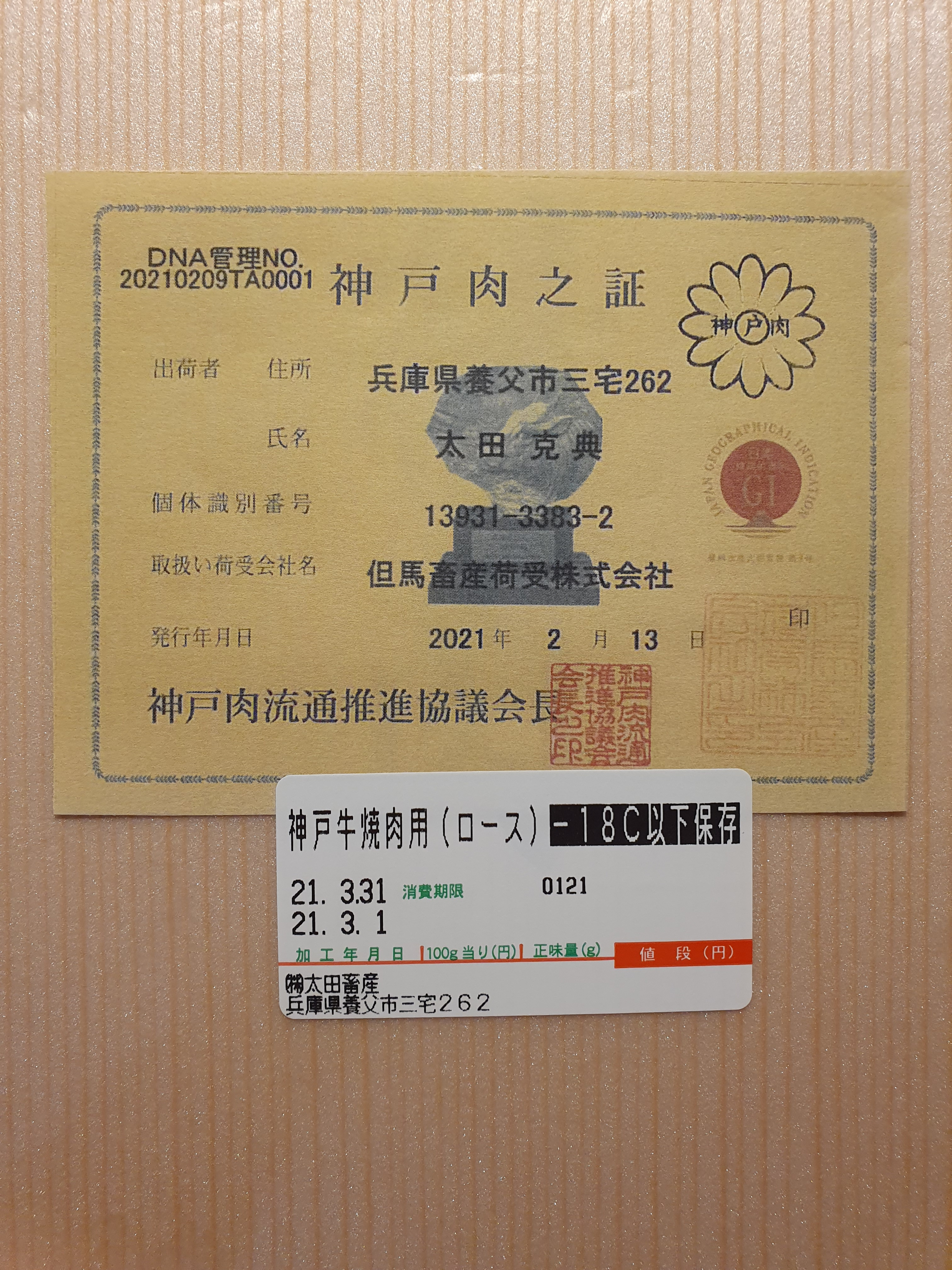
Certifikat på en förpackning med fryst Kobekött.

Termen "Kobe-biff" har sitt ursprung bland de utlänningar som först kom och bosatte sig i Kobe, från Meiji-perioden (1868–1912) och framåt, efter att Kobe blev den första hamnen i Japan som öppnades för utrikeshandel från den 1 januari 1869 . Därifrån spreds nyheterna om köttet snabbt västerut.
Kobebiff anses av experter vara världens bästa nötkött och är väldigt dyrt. Därför används termen "Kobebiff" också mycket i marknadsföringssyfte. Mycket av det kött som erbjuds under denna beteckning i väst är inte äkta Kobebiff, men säljs fortfarande som om det vore äkta. Det räcker därför inte med att djuret är av nötkreatursrasen wagyū. Den ska också vara uppfödd från äkta Tajima-boskap i Tajima, där alla djur är genetiskt testade och slaktkroppen klassificeras enligt en standard efter slakt. Djur som uppfyller standarden är auktoriserade som Kobebiff och stämplas på fyra ställen med den speciella logotypen, varefter ett "Kobe Beef Certificate of Authenticity" utfärdas för varje slakt. All Kobebiff kan därför spåras från Kobe Beefs hemsida, via en unik 10-siffrig kod som ska finnas på förpackningen. Denna unika kod tilldelas utvalda djur hos definierade uppfödare medan de fortfarande är kalvar. Logotypen är en stilistisk japansk krysantemum som liknar Japans vapen och det japanska kejserliga sigillet.